# Symptoma (film 2015)
Symptoma è un film del 2015, diretto da Angelos Frantzis.

## Trama
Una creatura singolare appare d'inverno su un’isola remota dove piove sempre: indossa una giacca di pelle e ha lo sguardo fisso, gli occhi che brillano nel buio e la testa di coniglio. Chi la incontra impazzisce. Gli abitanti dell’isola cercano aiuto in una ragazza, l’unica persona che sembra essere in grado di affrontare la creatura. La ragazza intraprende una caccia spietata, ma la ricerca metterà a dura prova la sua fede e rivelerà un legame inatteso con l'antagonista.

## Commento del regista
«Symptoma parla dei nostri diavoli personali. È un saggio poetico sul lato sconosciuto e oscuro dell’esistenza. Le sue radici affondano nel genere fantasy e l’aria che respira è quella del melodramma. Il film si immerge nell’inconscio di una donna, solo per rivelare il sintomo dell’eterna lotta tra il nostro istinto e la nostra morale».

## Distribuzione
Il film è uscito in Grecia il 19 novembre 2015.
In Italia, il film è stato presente al 33° Torino Film Festival (2015), nella sezione "Onde", dove è stato programmato la prima volta il 22 novembre.

## Riconoscimenti
- (candidatura) Hellenic Film Academy Award for Best Original Music Score
- (candidatura) Los Angeles Greek Film Festival: Best Fiction Feature Film